# Pseudobathylagus milleri
Pseudobathylagus milleri är en fiskart som först beskrevs av Jordan och Gilbert, 1898.  Pseudobathylagus milleri ingår i släktet Pseudobathylagus och familjen Bathylagidae. IUCN kategoriserar arten globalt som livskraftig. Inga underarter finns listade i Catalogue of Life.